# Valois (moteur-fusée)
Pour les articles homonymes, voir Valois.
 (septembre 2020).
Le moteur-fusée Valois (de son vrai nom LRBA Valois) est un moteur-fusée développé par la France pour le premier étage Améthyste du lanceur Diamant B. C'est un moteur-fusée à ergols liquides utilisant de l'UDMH et du peroxyde d'azote. Le Valois est une évolution du Vexin, équipant l’étage Emeraude du lanceur Diamant A. Le Valois évoluera ensuite en Viking, moteur-fusée équipant les premières fusées Ariane.

## Histoire
Après la réussite des lancements de la fusée Diamant A, le CNES envisage de créer un lanceur plus performant, permettant de placer des charges utiles plus lourdes en orbite. Diamant B est alors développée. Le premier étage Emeraude de Diamant A est agrandi, et il est nommé Améthyste. Aussi le moteur-fusée Vexin B, équipant l’étage Emeraude évolue, devenant le moteur Valois, plus efficace. Le propulseur a une courte carrière de 5 ans car la France se concentre maintenant sur le futur moteur-fusée développé pour les fusées Ariane, nommé Viking, l’évolution du Valois.